# Église Saint-Pierre-aux-Liens d'Allemans
L'église Saint-Pierre-aux-Liens est une église catholique située à Allemans, en France.
Cet édifice roman fait l'objet d'une inscription partielle au titre des monuments historiques.

## Localisation
L'église Saint-Pierre-aux-Liens est située à l'ouest du département de la Dordogne, dans le village d'Allemans.

## Historique
Le vaisseau central de l'église a été construit au XIIe siècle, l'édifice roman. Deux chapelles ont été ajoutées de part et d'autre de la nef. Des contreforts placés dans les angles soutiennent le mur plat du chevet semblent avoir été construits au XVe ou XVIe siècle.
Le clocher-porche a été construit en 1905.

## Protection
L'église est inscrite partiellement au titre des monuments historiques par arrêté du 9 juin 1926.

## Architecture
La nef unique de l'église est rectangulaire et d'une longueur de 28 m. Elle comprend trois travées. Les deux premières sont couvertes par une file de deux coupoles sur pendentifs, portées par des arcs  brisés  à double  rouleau. La dernière travée est voûtée en berceau. Le chœur est long  de 8 m, voûté en  berceau brisé, se  terminant par un chevet plat éclairé par trois fenêtres en plein cintre.
Deux chapelles dédiées à la Vierge et à saint Joseph ont été accolées à la nef. D'après le chanoine Brugière, une des chapelles été fondée en 1852 par Mr Ducluzeau de Larivière, l'autre par les dons des fidèles.
La partie supérieure du clocher-porche s'inspire de celle du clocher de la cathédrale Saint-Front de Périgueux et est de style byzantin.

## Galerie de photos

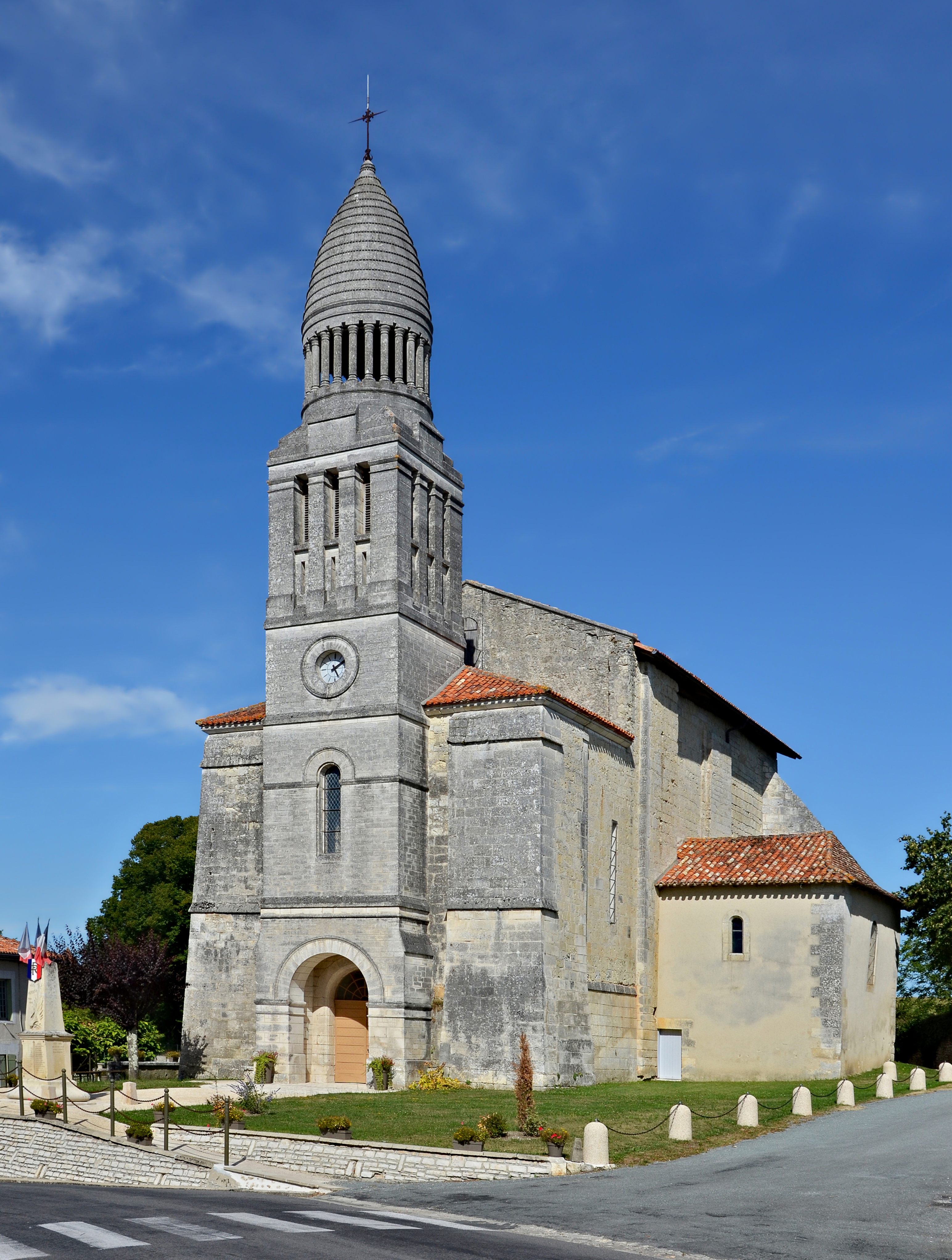
Le clocher-porche